# Spalentor

Spalentor (of Spalentoren)

De Spalentor (Nederlands Spalentoren of Spalenpoort) is een stadspoort in de voormalige stadsmuren van Bazel, Zwitserland. Het is nog een van de drie overgebleven stadspoorten in de stad, door deskundigen wordt ze als een van de mooiste stadspoorten van Zwitserland gezien. De poort geldt als een oriëntatiepunt in Bazel en is van nationaal cultureel erfgoedbelang.
In oktober 1356 vond de aardbeving van Bazel plaats, die de stad in een grote puinhoop veranderde. Het oude Basel was verwoest en alle huizen moesten opnieuw worden opgebouwd. Bij de wederopbouw werd besloten dat de stad een stenen omwalling kreeg met daarvoor een gracht. De ringmuur werd versterkt met meer dan 40 torens. Zeven ervan waren poorttorens en de Spalentoren was er een van. De weg vanuit de Spalentoren leidde naar Frankrijk en achter de poort lag Bazel met haar voorstad Spalen met een uitkijk- en bewakingsfunctie.
Er zijn nog steeds twijfels over de oorsprong van de naam Spalen, de meeste andere poorten binnen de stad dragen namen van een heilige, evangelist, buurtschap of wijk zoals de Sint Albantoren en St Johantoren. Men denkt dat er in de nabije omgeving rond 1231 een gehucht of buurtschap is geweest met de naam Spalen of Spalon, wat een afgeleide is van het latijnse woord Palus, wat palissade betekent.
Vlak bij de Spalentor bevindt zich de botanische tuin van de universiteit van Bazel.